# Подводна археология
Подводната археология е дял на археологията, занимаваща се с проучване на артефакти под вода. Първите разкопки са проведени през 1900 г., когато край гръцкия остров Антикитера местни рибари откриват в крайбрежните води потънал античен кораб, превозвал статуи и други товари.

## България
Българската подводна археология води началото си през август 1959 г., когато в района на нос Калиакра в Черно море се извършва експедиция, с цел да открие следи от битката между Руската и Османската империя през 1791 г., каквито по-късно не се намират. Първите успехи на българската подводна археология идват няколко месеца по-късно, с откриването на интересни артефакти в района на Маслен нос. Особено бурно науката се развива през 1960-те и 1970-те години, с проучвания по цялото българско Черноморие. В хода на тези проучвания са открити потънали праисторически селища, части от антични селища, жилищни квартали, крепостни стени, кораби.
През 1978 г. е основан държавен културен институт – Център за подводна археология, със седалище в град Созопол. Той е най-старото учреждение от своя тип в Източна Европа и представлява първата подобна институция, работеща активно във водите на Черно море.